# Magny-le-Hongre
Magny-le-Hongre è un comune francese di 5 552 abitanti situato nel dipartimento di Senna e Marna nella regione dell'Île-de-France.
Fa parte della città nuova di Marne-la-Vallée.

## Luoghi d'interesse
Una parte del comune di Magny-le-Hongre ospita dei terreni di proprietà della Euro Disney S.C.A., sui quali è iniziata l'espansione di Disneyland Paris in base al progetto Euro Disney del 1987. In particolare, quattro nuovi alberghi di notevoli dimensioni completano l'area sud-orientale del complesso Disney.

## Società

### Evoluzione demografica
Abitanti censiti